# Smart Society
Smart Society beschreibt einen Denkansatz zur ganzheitlichen Entwicklung von Gesellschaften. Entscheidend ist das systemische Zusammenspiel von Technologie (datenbasierte Entscheidungen), Ökologie (Nachhaltigkeit und Schonung von Ressourcen), Soziologie (Zusammenleben in zunehmend diversen Gesellschaften) und Administration (Public Management). Im Begriff „smart“ verbirgt sich die Idee einer sich auf der Basis aggregierter Nutzerdaten lernenden Gesellschaft.

## Definition
Der österreichische Schriftsteller und Journalist Peter Glaser versucht eine begriffsgeschichtliche Herleitung und definiert den Begriff „smart“ im Sinne eines Attributs:

„Mit dem Attribut smart wird heute nicht nur auf die besondere Modernität von Hardware oder Software hingewiesen. Als besonderes Feature steht es bei einem Produkt auch für klein und handlich, pfiffig und effizient. Vor allem aber holt sich das smarte Ding (und inzwischen ist von einem ganzen Internet of Things (IoT) die Rede) alles, was es braucht, ganz von selbst aus dem Netz. ‚Smart bedeutet heute nicht mehr nur technische Raffinesse‘, sagt Andrea Licata, der in Berlin das ‚smart green‘ Start-up Talenteco gegründet hat, ‚es ist ressourcenschonend, umweltfreundlich und nachhaltig‘.“

Das Schweizer Beratungsunternehmen AWK Group verweist auf den Doppelcharakter des Begriffs als die Verbindung von sowohl technologischen Möglichkeiten als auch menschlichen Ansprüchen zur Bereitschaft, gesellschaftlichen Herausforderungen umfassend zu begegnen:

„Eine intelligente Gesellschaft fusst nicht nur in (digitalen) Technologien. Neben den erforderlichen finanziellen Mitteln sind vor allem politischer Wille sowie ‚silo‘-übergreifendes Denken und Agieren notwendig. So entstehen ‚smarte‘ Lösungen erst, wenn die Daten und Prozesse der einzelnen Silos mit dem Ziel verknüpft werden, durch höherwertige Information Mehrwert für die Gesellschaft zu schaffen.“

Eine umfassende Grundlegung versucht der Soziologe Germano Paini, Leiter des Instituts für Innovation & Competitiveness der Universität Turin:

„Eine Smart Society ist in der Lage, Regierungsmodelle zu entwickeln, die auf zentralen Beziehungs- und Gemeinschaftsgütern und auf der Beteiligung der Bürger an der Wertschöpfung beruhen. Gleichzeitig stellt die Smart Society eine intelligente Gemeinschaft dar. Sie funktioniert im Austausch, d. h. aktiven Beziehungsverbindungen, die durch den Einsatz neuer Technologien verstärkt werden. Und sie setzt auf eine dynamische und adaptive, auf Partizipation ausgerichtete Produktion von gesundem Menschenverstand innovativen Formen der konnektiver Ermächtigung.“

## Die sechs Dimensionen der Smart Society
Etabliert im Diskurs um die Smart Society hat sich das von Boyd Cohen 2012 entwickelte Smart City Wheel. Es zeigt sechs operative Dimensionen der Smart City. Die Soziologin Roberta Iannone kondensiert das Vektorenraster zur Erfassung einer Smart Society auf die folgenden sechs Dimensionen:
1. smart economy
2. smart people
3. smart governance
4. smart mobility
5. smart environment
6. smart living[5]

### Smart Economy
„Smart“ im ökonomischen Kontext bündelt dynamische, also auf Feedbackschleifen aufbauende, wettbewerbsorientierte, innovative und unternehmerische Aktivitäten zu zirkulären Systemen. Eine so aufgebaute Kreislaufwirtschaft nutzt die Interdependenz endogener ökonomischer Faktoren (Bedürfnisse, Nutzen und Ressourcen) und exogener ökonomischer Faktoren (Handelsrechtssystem, Marktkomplexität, Globalisierung, sozialer Zusammenhalt, Verteilung und Umverteilung). Dieser Trend stellt Unternehmen vor neue Herausforderungen: Optimierung der wirtschaftlichen Ressourcen, Installation neuer Zusammenarbeitsmodelle und Gewährleistung der Datenströme punkto Verfügbarkeit und Sicherheit.

### Smart People
Die neuen technologischen Möglichkeiten erfordern aktive Benutzer, welche die sich laufend erneuernden digitalen Instrumente in ihr Leben integrieren. Unter Smart People werden Bürgerinnen und Bürger verstanden, die kreativ und flexibel sind, aber auch qualifiziert und offen für die verschiedenen Formen der Bürgerbeteiligung und der sozialen Integration. Die politische Beteiligung der Smart People am Entscheidungsprozess ist das charakteristische Element „intelligenter Regierungsführung“ (Smart Governance), bei der die Beteiligung an der Schaffung öffentlicher Dienste dazu beiträgt, das kommunale Zusammenleben transparenter und demokratischer zu gestalten.

### Smart Governance
Smart Government oder Smart Governance, sind Konzepte, die kommunale, urbane und nationale Verwaltungen im Kontext der Digitalisierung weltweit beschäftigen. Vor allem die Integration technologischer Instrumente in die Verwaltungsabläufe zielt darauf ab, die Kommunikation und die Zusammenarbeit mit Institutionen, Bürgern und Interessengruppen zu optimieren. Es soll vermehrt Transparenz gewährleistet und die Gesamteffizienz gesteigert werden. Gleichzeitig gilt es, Kosten zu senken und Ressourcen zu schonen.

### Smart Mobility
In der Smart Society gehört die Smart Mobility insbesondere im urbanen und suburbanen Raum zur meistdiskutierten Herausforderung. Smart Mobility umfasst den Aufbau einer effizienten, ressourcenschonenden, emissionsarmen, komfortablen, sicheren und kostengünstigen Organisation des öffentlichen und privaten Verkehrs. Einerseits geht es um die optimierte Nutzung vorhandener Angebote. Hierbei steht der Einsatz von Informations- und Kommunikationstechnologien (IKT) im Vordergrund. Andererseits orientiert sich die Smart Mobility auch an einer effizienteren Nutzung des Raumes durch z. B. Park-and-Ride-Infrastrukturen und weitere Zubringersysteme. Andere Aspekte stellen Verkehrslittering und die Verkehrsvermeidung dar. Themen wie Sharing Mobility, Mobility on demand, Big Data im Zusammenhang mit der Nutzung von Verkehrsdaten und Decarbonised Mobility dominieren den Diskurs.

### Smart Environment
Die „intelligente Umwelt“ bezieht sich auf eine nachhaltige Bewirtschaftung der natürlichen Ressourcen und auf die Erhaltung und den Schutz der Grünanlagen einer Stadt, suburbaner und ländlicher Lebensräume. Aus der Perspektive des Smart Environment ist die Smart Society eine nachhaltige Gesellschaft, da sie alle ihre Ebenen, Strukturen und Erfahrungsbereiche integriert. Sie umfasst vernetzte Maßnahmen in sozialer, ökologischer und wirtschaftlicher Hinsicht. Die Verbesserung des Humankapitals und die Verringerung der Umweltauswirkungen werden prioritär betrachtet und im Kontext ihrer wirtschaftlichen Vorteile diskutiert.

### Smart Living
Smart Living fokussiert auf die Verbesserung der Lebensqualität in individuell und kollektiv genutzten Wohn- und Arbeitsräumen. Im Zentrum steht das Smart Home. Es ist nicht nur im Kontext der digitalen Steuerung der Haustechnik zu verstehen. Im Zusammenspiel der Lebensbedingungen mit Klima, Umwelt und Mobilität werden Lebensformen optimiert. Smart Living betrachtet die Bewohner nicht nur als Verbraucher, sondern auch als Produzenten ihres Konsums und ihrer Formen des Zusammenlebens. Beim Smart Living geht es um die Nutzbarmachung der Beziehung zwischen den sozialen Strukturen und den Siedlungsräumen, in die das „intelligente Haus“ (Smart Home) eingebettet ist.

## Kritik
Als problematisch am Konzept der Smart Society wird die starke Zerstreuung der Macht unter den sozialen Akteuren hinsichtlich einer zwar technologisch vernetzten, aber zunehmend individualisierten Gesellschaft betrachtet. Den sich durch digitale Technologien selbst organisierenden gesellschaftlichen Systemen fehlt vielen Kritikerinnen und Kritikern die politische Institutionalisierung der Prozesse.
Als zentraler Risikofaktor für eine demokratische Entwicklung wird die Konzentration der politischen Macht in den Händen der wirtschaftlich-finanziellen und technologisch-kommunikativen Organisationen, die sogenannte Smarte Politik, betrachtet. Es bestehen Befürchtungen, globale Konzerne und Technologieprovider könnten zu impliziten Inhabern von Entscheidungsbefugnissen werden. So moniert z. B. der Soziologe Robert G. Hollands das Risiko eines „high-tech urban entrepreneurialism“.
Andere Autoren warnen vor der Utopie einer Smart Society als einer Art „grundlegender Aspekt der neoliberalen zeitgenössischen Ideologie“ („fundamental facet of the neoliberal con-temporary ideology“) und sehen die gesellschaftlichen Errungenschaften der Demokratisierung zu privaten Technologiekonzernen abgleiten, die sich staatlichen Kontrollen entziehen. Daten- und Persönlichkeitsschutz, das Aufrechterhalten kultureller Werte in einer zunehmend technologisch optimierten Welt und die Bewahrung demokratischer Strukturen gehören zu den meistdiskutierten Themen der kritischen Betrachtung von Smart Societies.

## Projekte

### „Society 5.0“ der japanischen Regierung
Die japanische Administration hat sich offiziell zum Ziel gesetzt, die japanische Gesellschaft in eine Smart Society überzuführen. So heißt es in der offiziellen Broschüre: „Unser Ziel ist es, eine Gesellschaft zu schaffen, in der wir verschiedene soziale Herausforderungen lösen können, indem wir die Innovationen der vierten industriellen Revolution (z. B. IoT, Big Data, Künstliche Intelligenz (KI), Roboter und Sharing Economy) in alle Branchen und das gesellschaftliche Leben integrieren. Auf diese Weise wird die Gesellschaft der Zukunft eine Gesellschaft sein, in der kontinuierlich neue Werte und Dienstleistungen geschaffen werden, die das Leben der Menschen anpassungsfähiger und nachhaltiger machen. Das ist Society 5.0, eine super-kluge Gesellschaft.“

### Horizon 2020 der Europäischen Union
Die Europäische Union hat ein 87-Milliarden Förderprojekt lanciert, das Forschung und Innovation zur Optimierung des zwischenstaatlichen Zusammenlebens auf dem Europäischen Kontinent beitragen soll: Auf der Website heißt es: „Durch die Verknüpfung von Forschung und Innovation trägt Horizon 2020 dazu bei, dies zu erreichen, indem es den Schwerpunkt auf exzellente Wissenschaft, industrielle Führung und die Bewältigung gesellschaftlicher Herausforderungen legt. Ziel ist es, sicherzustellen, dass Europa Wissenschaft von Weltrang produziert, Innovationsbarrieren beseitigt und es dem öffentlichen und privaten Sektor erleichtert, bei der Umsetzung von Innovationen zusammenzuarbeiten.“

### World Economic Forum: „The Fourth Industrial Revolution and Society 5.0“
Das World Economic Forum legt einen spezifischen Fokus auf die Beschleunigung einer IKT-gestützten globalen Wirtschaftsgemeinschaft. David Aikman, Chief Representative Officer, Greater China beim World Economic Forum, präsentiert anlässlich des Davoser World Economic Forum 2017 die Haltung des WEF in Hinblick auf die Society 5.0. Dabei stellt er die folgenden Rahmenbedingungen auf:
„Frameworks to manage the Fourth Industrial Revolution's waves of transformation:
- Think Systems, not technologies
- Empowering not determining
- By design, not by default
- Values as a feature, not a bug“[17]